# 이클립스 (소설)
이클립스(Eclipse)는 작가 스테프니 메이어(Stephenie Meyer)의 판타지-로맨스 소설로, 트와일라잇 시리즈의 세 번째 작품이다.